# 真多陽輔
真多 陽輔（さなだ ようすけ、本名非公開、1980年 - ）は、兵庫県神戸市出身の美ボディメイクトレーナー、健康からだ研究家。元役者、モデル。

## 経歴
- アメリカ合衆国ハワイ州 健康美の世界大会「ベストボディ・インターナショナル2016」初代グランプリ
- 健康美の日本大会「ベストボディ・モデルKOBE2015」初代グランプリ
- 2013年公開ハリウッド映画「マン・オブ・スティール」公式キャンペーンにて最優秀賞を受賞
- YOUTUBE「こんなスーパーマンは嫌だ」

## 人物
中学生のころ阪神大震災を経験し、スーパーマンのような強くて希望を与えられる存在にあこがれていたため、スーパーマンを愛するトレーナーとして活動。
また、健康に関しては独自の理論と考え方を持つ。
人が二足歩行でもバランスが取れるのはバランスを感じるセンサーが至る所にあるからだという自論と頭・手のひら・足のうらの骨はそれぞれ約28個であるという点から、全身の連動性を考慮した7点治療法、渦巻きセラピー、5秒整体、5秒整体反射テクニックなどを考案している。